# Abadía de Garsten
La Abadía de Garsten (en alemán: Stift Garsten) es un antiguo monasterio benedictino situado en Garsten cerca de Steyr, en la Alta Austria. Desde 1851, en los antiguos edificios del monasterio se ha acomodado una prisión.
La abadía fue fundada en 1080 a 1082 por Ottokar II de Estiria como una comunidad de canónigos seculares y como lugar de enterramiento de la dinastía de su familia. En 1107-1108 el monasterio fue entregado como un priorato de la abadía benedictina Göttweig, y se convirtió en una abadía independiente en 1110-1111. 
En 1787 fue disuelto por el emperador José II. Desde 1851 los antiguos edificios del monasterio se convirtieron en prisión, Justizanstalt Garsten. La iglesia de la abadía todavía sobrevive como iglesia parroquial. Fue construida por la familia Carlone y es considerada uno de los más bellos ejemplos de la arquitectura barroca en Alta Austria.